# Altendorf (Niederösterreich)
Altendorf ist eine Gemeinde mit 357 Einwohnern (Stand 1. Jänner 2025) im Bezirk Neunkirchen in Niederösterreich.

## Geografie
Altendorf liegt im Industrieviertel in Niederösterreich. Das Gemeindegebiet umfasst zwei beinahe getrennte Bereiche. Der östliche Teil liegt nördlich des Hassbaches. Dieser fließt nach Osten zur Pitten und bildet über weite Strecken die Südgrenze der Gemeinde in etwa 600 Meter Seehöhe. Nach Norden steigt das Land steil um 100 Meter an. Auf der anschließenden Terrasse liegen die dichter bewohnten Orte und ein anschließendes ein bewaldetes Gebiet. Der westliche Teil umfasst das Land zwischen Syhrnbach und Tachengraben. Diese zwei Bäche münden im Norden in die Schwarza.
Die Fläche der Gemeinde umfasst 7,2 Quadratkilometer. Davon sind ein knappes Drittel landwirtschaftliche Nutzfläche und 62 Prozent Wald.

### Gemeindegliederung
| Katastralgemeinden                                                                     | Ortschaften in der Gemeinde                                                        |
| -------------------------------------------------------------------------------------- | ---------------------------------------------------------------------------------- |
| Altendorf (2,33km²) Loitzmannsdorf (0,64km²) Schönstadl (2,22km²) Tachenberg (2,00km²) | Altendorf (D) · Loitzmannsdorf (D) · Schönstadl (ZH) · Syhrn (R) · Tachenberg (ZH) |
| Legende                                                                                |                                                                                    |

| In der Spalte Katastralgemeinden sind sämtliche Katastralgemeinden einer Gemeinde angeführt. In der Klammer ist die jeweilige Fläche in km² angegeben. |
| In der Spalte Ortschaften sind sämtliche von der Statistik Austria erfassten Siedlungen, die auch eine eigene Ortschaftskennziffer aufweisen, angeführt. In der Hierarchieebene derselben Spalte, rechts eingerückt, werden nur Ansiedlungen, die mindestens aus mehreren Häusern bestehen, dargestellt. Die wichtigsten der verwendeten Abkürzungen sind: - M = Hauptort der Gemeinde - Stt = Stadtteil - R = Rotte - W = Weiler - D = Dorf - ZH = Zerstreute Häuser - Sdlg = Siedlung - Hgr = Häusergruppe - E = Einzelgehöft (nur wenn sie eine eigene Ortschaftskennziffer haben) Die komplette Liste der Statistik Austria ist in: Topographische Siedlungskennzeichnung nach STAT Zu beachten ist, dass manche Orte unterschiedliche Schreibweisen haben können. So können sich Katastralgemeinden anders schreiben als gleichnamige Ortschaften bzw. Gemeinden. Quelle: Statistik Austria – |

Das Gemeindegebiet umfasst folgende fünf Ortschaften (in Klammern Einwohnerzahl Stand 1. Jänner 2025):
- Altendorf (199)
- Loitzmannsdorf (33)
- Schönstadl (41)
- Syhrn (35)
- Tachenberg (49)

Die Gemeinde ist in die vier Katastralgemeinden Altendorf, Loitzmannsdorf, Schönstadl und Tachenberg gegliedert.

### Nachbargemeinden
| Enzenreith           |                                             | Grafenbach-St. Valentin |
| Raach am Hochgebirge | Kompassrose, die auf Nachbargemeinden zeigt |                         |
|                      | Kirchberg am Wechsel                        | Warth                   |

## Geschichte
Im Altertum war das Gebiet Teil der Provinz Noricum.
Die erste urkundliche Erwähnung von Altendorf erfolgte 1204 mit dem Hinweis, dass den Bewohnern durch die Kapelle der Kirchenbesuch bei Taufen und Begräbnissen erleichtert wird. Loitzmannsdorf wird bereits 1090 als Mittelpunkt eines aus zehn Königshufen bestehenden Gutes genannt. Die Gehöfte in Tachenberg und Sirnikhleitten (Syhrngraben) scheinen erstmals 1386 in Urkunden auf.
Laut Adressbuch von Österreich waren im Jahr 1938 in Altendorf ein Gastwirt, ein Holzhändler und mehrere Landwirte ansässig. Zudem gab es im Ort den Spar- u. Darlehenskassenverein für Altendorf und Umgebung.

### Bevölkerungsentwicklung
| Altendorf: Einwohnerzahlen von 1869 bis 2025        | Altendorf: Einwohnerzahlen von 1869 bis 2025 | Altendorf: Einwohnerzahlen von 1869 bis 2025 | Altendorf: Einwohnerzahlen von 1869 bis 2025 | Altendorf: Einwohnerzahlen von 1869 bis 2025 |
| --------------------------------------------------- | -------------------------------------------- | -------------------------------------------- | -------------------------------------------- | -------------------------------------------- |
| Jahr                                                |                                              |                                              |                                              | Einwohner                                    |
| 1869                                                | 1869                                         |                                              | 270                                          | 270                                          |
| 1880                                                | 1880                                         |                                              | 304                                          | 304                                          |
| 1890                                                | 1890                                         |                                              | 286                                          | 286                                          |
| 1900                                                | 1900                                         |                                              | 309                                          | 309                                          |
| 1910                                                | 1910                                         |                                              | 300                                          | 300                                          |
| 1923                                                | 1923                                         |                                              | 344                                          | 344                                          |
| 1934                                                | 1934                                         |                                              | 345                                          | 345                                          |
| 1939                                                | 1939                                         |                                              | 320                                          | 320                                          |
| 1951                                                | 1951                                         |                                              | 285                                          | 285                                          |
| 1961                                                | 1961                                         |                                              | 270                                          | 270                                          |
| 1971                                                | 1971                                         |                                              | 237                                          | 237                                          |
| 1981                                                | 1981                                         |                                              | 298                                          | 298                                          |
| 1991                                                | 1991                                         |                                              | 308                                          | 308                                          |
| 2001                                                | 2001                                         |                                              | 332                                          | 332                                          |
| 2011                                                | 2011                                         |                                              | 308                                          | 308                                          |
| 2021                                                | 2021                                         |                                              | 355                                          | 355                                          |
| 2025                                                | 2025                                         |                                              | 357                                          | 357                                          |
| Quelle(n): Statistik Austria, Gebietsstand 1.1.2021 |                                              |                                              |                                              |                                              |

### Religion
Nach den Daten der Volkszählung 2001 sind 88,6 % der Einwohner römisch-katholisch und 2,1 % evangelisch, 0,3 % sind israelitisch, 7,8 % der Bevölkerung haben kein religiöses Bekenntnis.

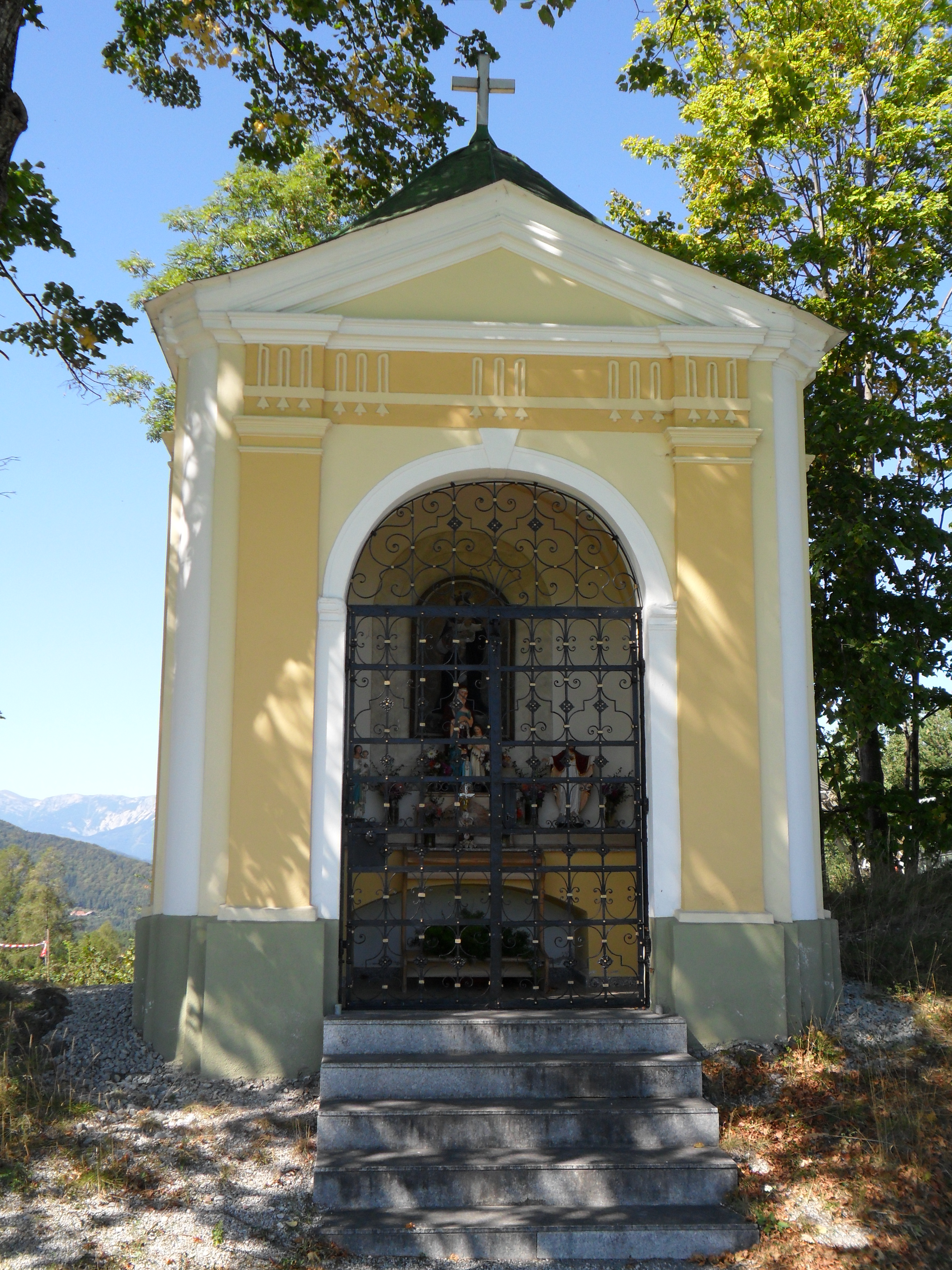
Wegkapelle Schönstadl

## Kultur und Sehenswürdigkeiten
- Wegkapelle Schönstadl

## Wirtschaft
Nichtlandwirtschaftliche Arbeitsstätten gab es im Jahr 2001 9, land- und forstwirtschaftliche Betriebe nach der Erhebung 1999 28. Die Zahl der Erwerbstätigen am Wohnort betrug nach der Volkszählung 2001 163. Die Erwerbsquote lag 2001 bei 50 %.

## Politik

### Gemeinderat
| Der Gemeinderat hat 13 Mitglieder. - Mit den Gemeinderatswahlen in Niederösterreich 1990 hatte der Gemeinderat folgende Verteilung: 11 ÖVP, und 2 SPÖ. - Mit den Gemeinderatswahlen in Niederösterreich 1995 hatte der Gemeinderat folgende Verteilung: 12 ÖVP, und 1 SPÖ. - Mit den Gemeinderatswahlen in Niederösterreich 2000 hatte der Gemeinderat folgende Verteilung: 11 ÖVP, und 2 SPÖ. - Mit den Gemeinderatswahlen in Niederösterreich 2005 hatte der Gemeinderat folgende Verteilung: 12 ÖVP, und 1 SPÖ. - Mit den Gemeinderatswahlen in Niederösterreich 2010 hatte der Gemeinderat folgende Verteilung: 12 ÖVP, und 1 SPÖ. - Mit den Gemeinderatswahlen in Niederösterreich 2015 hatte der Gemeinderat folgende Verteilung: 13 ÖVP. - Mit den Gemeinderatswahlen in Niederösterreich 2020 hatte der Gemeinderat folgende Verteilung: 12 ÖVP, und 1 SPÖ. - Mit den Gemeinderatswahlen in Niederösterreich 2025 hat der Gemeinderat folgende Verteilung: 12 ÖVP, und 1 SPÖ. | Die zur Anzeige dieser Grafik verwendete Erweiterung wurde dauerhaft deaktiviert. Wir arbeiten aktuell daran, diese und weitere betroffene Grafiken auf ein neues Format umzustellen. (Mehr dazu) |

### Bürgermeister
- 1967–1987 Franz Hirschegger-Ramser (ÖVP)
- 1987–2010 Johann Farnleitner (ÖVP)
- 2010–2019 Josef Pichler (ÖVP)[14]
- seit 2019 Ulrike Trybus (ÖVP)[15]